# Параопеба
Параопеба (порт. Paraopeba) — город и муниципалитет в Бразилии, входит в штат Минас-Жерайс. Составная часть мезорегиона Агломерация Белу-Оризонти. Входит в экономико-статистический  микрорегион Сети-Лагоас. Население составляет 22 872 человека на 2006 год. Занимает площадь 625,053 км². Плотность населения — 36,6 чел./км².

## История
Город основан 30 августа 1911 года. 

## Статистика
- Валовой внутренний продукт на 2003 год составляет 117 913 784,00 реалов (данные: Бразильский институт географии и статистики).
- Валовой внутренний продукт на душу населения на 2003 год составляет 5426,06 реалов (данные: Бразильский институт географии и статистики).
- Индекс развития человеческого потенциала на 2000 год составляет 0,767 (данные: Программа развития ООН).